# انیباتس
انیباتس (انگلیسی: Anybots) شرکت الکترونیک آمریکایی است، که در سال ۲۰۰۱ تأسیس شد.